# Asava
Āsava es un término en idioma Pali (sánscrito: Āsrava) que se utiliza en las escrituras, la filosofía y la psicología budistas, y que significa «influjo, impureza». Se refiere a las contaminaciones mentales relacionadas con los placeres, el ansia de existencia y la ignorancia, las cuales perpetúan el samsara: el ciclo sin principio de renacimientos, sufrimiento (dukkha) y muerte.
Los āsavas también se traducen como «predisposiciones kármicas» y «tendencias kármicas» en el budismo. El término es común en la literatura jainista y, a veces, aparece de manera equivalente como Asrava o Anhaya. Sin embargo, el budismo rechaza las teorías del karma y āsava del jainismo, y presenta una versión diferente en su lugar.

## Etimología
Según Bhikkhu Bodhi:
Los comentarios derivan la palabra de una raíz su, que significa «fluir». Los estudiosos difieren en cuanto a si el flujo implícito por el prefijo ā es hacia adentro o hacia afuera; por lo tanto, algunos lo han traducido como «influencias» o «influjos», y otros como «desbordamientos» o «efluentes».
Ajahn Sucitto, en su libro Kamma and the end of Kamma, describe los āsavas como «redisposiciones subyacentes»(que fabrican cosas, emociones, sensaciones y respuestas), las cuales condicionan el aferramiento mediante el cual opera el samsara.

## Significado

### Samsara
Los āsavas son impurezas mentales que perpetúan el samsara, el ciclo sin principio de renacimientos, sufrimiento (dukkha) y muerte.
Según Carr y Mahalingam:
«Infiltración, aflujo, influencia; sesgo mental o corrupción, impurezas que mantienen a uno atado al mundo del samsara; usado particularmente en el jainismo y el budismo.»
Según Bhikkhu Bodhi:
«Un pasaje común en los suttas indica el verdadero significado del término, independientemente de su etimología, cuando describe los āsavas como estados ‘que contaminan, traen renovación de la existencia, causan problemas, maduran en sufrimiento y conducen al futuro nacimiento, envejecimiento y muerte’ (MN 36.47; I 250). Por esta razón, otros traductores, dejando de lado el significado literal, han traducido el término como ‘impurezas persistentes,’ ‘corrupciones’ o ‘manchas’.»
De Silva explica además:
«La palabra cáncer o llaga sugiere algo que corroe o deteriora lentamente. Estos significados figurativos quizás describen facetas del concepto de āsava: algo almacenado por mucho tiempo, que rezuma, mancha o corroe.»

### Número de āsavas
Algunos textos del canon pali mencionan tres āsavas que sostienen el flujo kármico. Estos tres, mencionados en los Nikāyas, son:
- Kāmāsava: Propensión kármica hacia los placeres sensuales.
- Bhavāsava: Propensión kármica hacia la existencia o el deseo de continuar existiendo.
- Avijjāsava: Propensión kármica hacia la ignorancia.

Otros textos pali mencionan cuatro āsavas, añadiendo:
- Diṭṭhāsava: Propensión kármica hacia un punto de vista o perspectiva errónea.

En cualquier caso, estos textos afirman que la destrucción completa de todos los āsavas es sinónimo del «Despertar completo».

### Liberación
Según Rhys Davids y Stede (1921–25), «la liberación de los āsavas constituye el estado de Arahant.»
Bhikkhu Bodhi explica:
«Cuando la mente del discípulo se libera de las impurezas mediante la culminación del camino del arhantship, revisa su recién adquirida libertad y lanza su rugido de león: ‘El nacimiento ha sido destruido, la vida espiritual ha sido vivida, lo que tenía que hacerse ha sido hecho; no hay más retorno a ningún estado de existencia’.»

## Aparición textual
Sarvepalli Radhakrishnan, en su traducción del Dhammapada, señala que la palabra «āsava» aparece en los siguientes versos: 93, 226, 253, 272, 292 y 293.
El verso 226 (capítulo 17, verso 6) ha sido traducido por Acharya Buddharakkhita de la siguiente manera:
«Aquellos que están siempre vigilantes, que se disciplinan día y noche,
y que están siempre enfocados en el Nibbana – sus impurezas se desvanecen.»